# Meche Carreño
María de las Mercedes Carreño Nava (* 15. September 1947 in Minatitlán, Veracruz; † 21. Juli 2022 in den Vereinigten Staaten), besser bekannt als Meche Carreño, war eine mexikanische Schauspielerin, Sängerin und Model.

## Leben
Als Meche 4 Jahre alt war, zog ihre Mutter mit ihr nach Mexiko-Stadt, wo die beiden in den 1960er Jahren in einer lebhaften Straße nahe der Avenida Niño Perdido (der heutigen Eje Central Lázaro Cárdenas), unweit von Tepito, lebten. Schon als Kind träumte Meche von einer Karriere als Schauspielerin, Model oder Tänzerin und posierte stundenlang vor dem Spiegel. Bereits im Alter von 15 Jahren wurde ihr angeboten, im Teatro Blanquita aufzutreten, das sich unweit ihrer Wohnung befand. Mit 17 Jahren erhielt sie die Einladung zu einem Bikiniwettbewerb, den sie gewann. Nur wenig später wurde sie an derselben Stelle noch einmal abgelichtet, diesmal entstanden Nacktfotos. Deren Veröffentlichung in der Zeitschrift Siempre!  sorgte für Aufsehen und in einem Artikel lobte der Journalist Alberto Domingo die Frische und Unbekümmertheit des unbekannten Mädchens.
1965 stand sie erstmals vor der Kamera, 1967 erhielt sie in dem Film El barón Brakola erstmals die weibliche Hauptrolle und in den 1970er Jahren wirkte sie unter anderem in der Telenovela Siempre habrá un mañana mit. Für ihren Auftritt in dem 1974 uraufgeführten Film Los perros de Dios wurde sie als „Beste Nebendarstellerin“ für den Premio Ariel nominiert, den sie im darauffolgenden Jahr für ihre Darstellung in La choca gewann. In den späten 1960er und besonders während der gesamten 1970er Jahre wirkte Meche Carreño in einer Vielzahl von Filmen mit. Zu Beginn der 1980er Jahre spielte sie noch in zwei Musikfilmen an der Seite von Juan Gabriel und zog sich anschließend weitgehend aus dem Filmgeschäft zurück. Lediglich dreimal kehrte sie später in den Jahren 1988, 1989 und 2005 nochmals vor die Kamera zurück.
Gelegentlich arbeitete Meche Carreño auch als Sängerin und nahm 1979 unter anderem eine Single mit dem Titel Fiebre, eine spanische Coverversion des Lieds Fever, auf.

## Filmografie (Auswahl)
- 1967: El barón Brakola
- 1968: No hay cruces en el amor
- 1972: Azul
- 1972: La inocente
- 1974: Los perros de Dios
- 1974: La choca
- 1975: La otra virginidad
- 1976: Zona roja
- 1981: El Noa Noa